# Cyphostemma puberulum
Cyphostemma puberulum är en vinväxtart som först beskrevs av C. A. Smith, och fick sitt nu gällande namn av Wild & R. B. Drumm.. Cyphostemma puberulum ingår i släktet Cyphostemma och familjen vinväxter. Inga underarter finns listade i Catalogue of Life.